# Cherbonnières
Cherbonnières là một xã trong tỉnh Charente-Maritime trong vùng Nouvelle-Aquitaine, tây nam nước Pháp. Xã Cherbonnières nằm ở khu vực có độ cao từ 44-94 mét trên mực nước biển.